# LeVeque Tower
 (avril 2022).
Si vous disposez d'ouvrages ou d'articles de référence ou si vous connaissez des sites web de qualité traitant du thème abordé ici, merci de compléter l'article en donnant les références utiles à sa vérifiabilité et en les liant à la section « Notes et références ».
La LeVeque Tower est un gratte-ciel de 169 mètres de hauteur desservi par 11 ascenseurs, construit à Columbus (Ohio) aux États-Unis de 1924 à 1927 dans un style Art déco. C'est l'un des immeubles les plus célèbres de Columbus. Conçu par Charles Howard Crane, il abrite notamment un théâtre conçu par Thomas W. Lamb, le Palace Theatre (en), l'un des principaux équipements culturels de la ville.
L'immeuble a été classé monument historique en 1975 (Registre national des lieux historiques) La structure du bâtiment est composée de 10 000 tonnes de béton armé. Les murs extérieurs sont recouvertes de briques en terre cuite. Ce fut le premier gratte-ciel de l'Ohio à reposer sur des fondations basées sur des caissons qui vont jusqu'à 34 mètres de profondeur. Les aigles en terre cuite gardant les entées principales ont une envergure de 6 mètres.
À sa construction c'était le premier gratte-ciel de la ville et ce fut le plus haut immeuble de Columbus jusqu'à la construction de la Rhodes State Office Tower en 1973.
En 2024 c'était le 2e plus haut immeuble de la ville. La réalisation de la LeVeque Tower a coûté 7,8 millions de $ de l'époque.
Les ornementations extérieures ont été réalisées par Fritz Albert d'après les conceptions du sculpteur new-yorkais Carl H. Keck. Une plaque en bronze avec un horoscope de la tour et les positions des planètes au moment de la pose d'une des pierres angulaires a été apposée le 12 février 1925.
5 ouvriers sont morts durant la construction de l'immeuble.